# Zájezdní hostinec

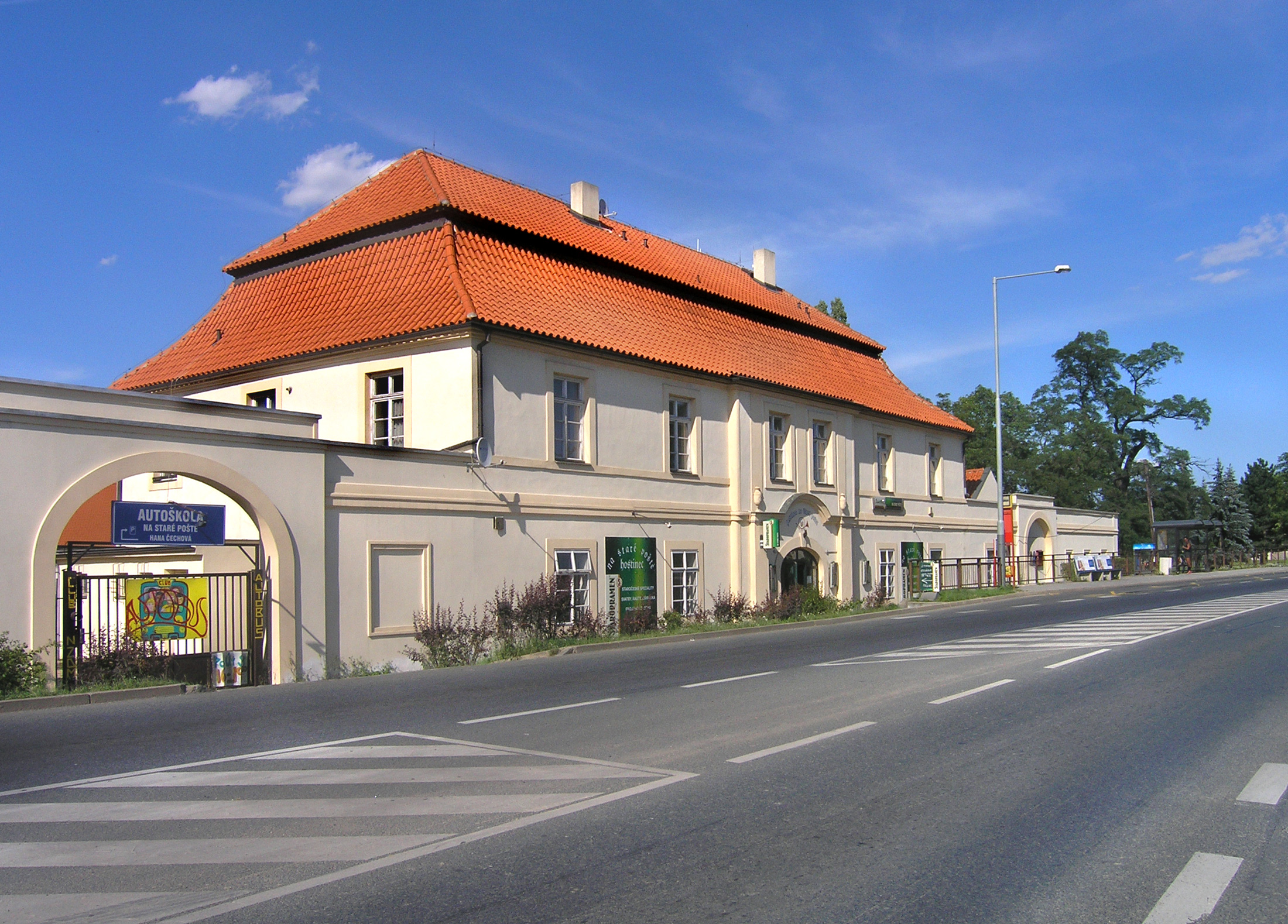
Bývalý zájezdní hostinec v Praze-Běchovicích

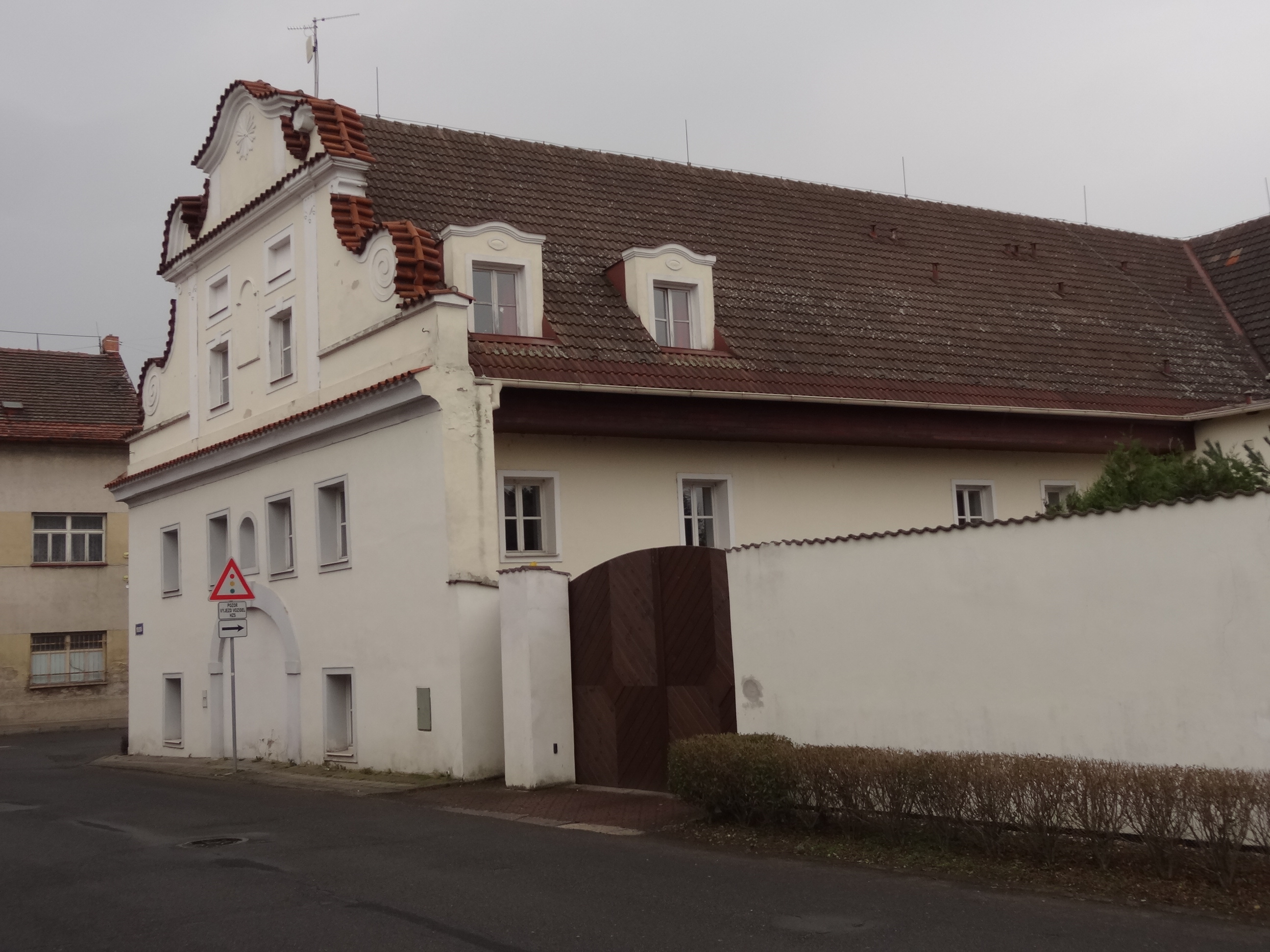
Barokní zájezdní hostinec U chmelového věnce v Roudnici nad Labem

Zájezdní hostinec býval v minulosti hostinec, který sloužil pro odpočinek, občerstvení i oddech jak lidí, tak i tažných zvířat při cestování na delší vzdálenosti. Šlo o předchůdce dnešních motelů a motorestů.

## Charakteristika
Zájezdní hostince stávaly podél hlavních cest a obchodních stezek. Obvykle sloužily také jako přepřahací stanice pro koně, kde bylo možno v případě potřeby nejen přespat a najíst se, ale i napojit, nakrmit nebo i vyměnit koně. Kromě cestujících byly nejčastěji využívány formany při těžké nákladní dopravě. Právě podle možnosti zajíždění povozů dovnitř areálu hostince pochází jejich označení.
Běžným vybavením zájezdního hostince bývaly stáje, ledovna, stodoly (sklady sena a slámy), často i vjezdová brána, kde se platilo mýtné.
Zájezdní hostince byly rozšířeny především v 18. a 19. století. S nástupem železnice a později i motorových vozidel postupně zcela zanikly a byly přeměněny na jiná hospodářská či rekreační zařízení (např. motoresty, motely, továrny, sklady, dílny, garáže, chalupy, apod.).